# Borja García Freire
Borja García Freire (ur. 2 listopada 1990 w Torremocha de Jarama) – hiszpański piłkarz występujący na pozycji pomocnika w Gironie.